# پارامتریسیته
در نظریه زبان‌های برنامه‌نویسی، پارامتریسیته ویژگی انتزاعی ای است که توسط چندریختی پارامتری استفاده می‌شود و نشان می‌دهد که همه نمونه‌های تابع چندریخت به یک روش عمل می‌کنند.

## تاریخچه
تئوری پارامتریسیته نخستین بار توسط John C. Reynolds مطرح شد که آنرا تئوری انتزاع نامید. در این مقاله «تئوری‌هایی برای آزادی» Philip Wadler کاربردی از پارامتریسیته را برای توصیف تابع‌های چند ریخت پارامونیک ارائه داد.